# Conflit de Kargil
Le conflit de Kargil, aussi appelé la « guerre des glaciers », est un conflit qui opposa l'Inde et le Pakistan entre le 3 mai et le 26 juillet 1999.
Il est déclenché après l'infiltration de soldats pakistanais et de combattants islamistes sur la partie indienne de la Ligne de contrôle. Il se conclut par le retrait des troupes pakistanaises après la demande par ses alliés chinois et américains.
Cette guerre est l'un des exemples les plus récents de guerre en montagne, ce qui a posé de graves problèmes logistiques pour les armées des deux camps. Elle est également à ce jour la seule guerre conventionnelle entre États nucléaires, avec le conflit frontalier sino-soviétique de 1969.

## Déroulement du conflit

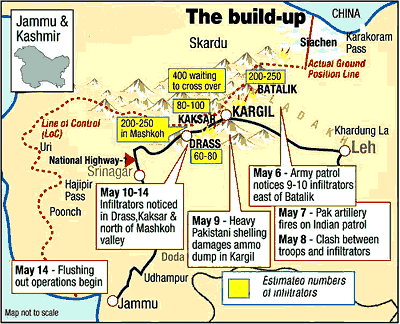
Carte des positions et infiltrations pakistanaises durant la guerre du Kargil.

Ce conflit a pour particularité de s'être déroulé à une très grande altitude, sur des hauteurs atteignant plus de cinq mille mètres et souvent dans des températures inférieures à 0 °C pouvant descendre jusqu’à −48 °C. Pour cela elle peut être comparée à une forme de guerre en milieu arctique.
Depuis leurs indépendances en 1947, l'Inde et le Pakistan connaissent un différend territorial à propos du contrôle et du partage de la région du Cachemire.
En mai 1999, le Pakistan démarre l'opération Badr durant laquelle des centaines de combattants islamistes s'infiltrent et s'installent dans une zone contrôlée par l'Inde, sur les hauteurs de la ville de Kargil puis prennent le contrôle de la route stratégique Srinagar-Leh. En prenant connaissance de l'opération, l'Inde lance une vaste offensive militaire pour reprendre les zones investies.
Cette nouvelle guerre monte en intensité le 9 mai avec le bombardement d'artillerie pakistanais sur la route Srinagar-Leh. L'état-major indien déplace cinq divisions d'infanterie, cinq brigades indépendantes, et 44 bataillons de la vallée du Cachemire au secteur de Kargil, soit un total de 200 000 soldats indiens. Cette accumulation de forces dépassant les prévisions pakistanaises s'est produite pendant les trois semaines entre la détection initiale de l'incursion et le lancement d'une contre-offensive conjointe majeure dans une stratégie de reconquête ayant pour nom de code Opération Vijay (qui signifie « victoire » en hindi) lancé le 26 mai et qui débute par une série de frappes aériennes.

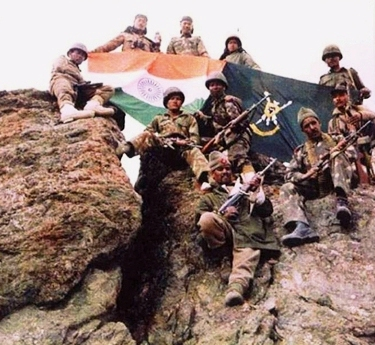
Soldats indiens lors du conflit.

Alors que les combattants au sol s'affrontaient dans des conditions hostiles dans cette guerre en montagne, la destruction le 17 juin d'un dépôt majeur d'approvisionnement pakistanais à Muntho Dhalo dans le secteur de Batalik par les Mirage 2000 du 7e escadron de la force aérienne indienne est considéré comme le tournant du conflit. La destruction du quartier général du bataillon pakistanais sur la Tiger Hill culminant à 5 307 m le 24 juin par deux Mirage 2000 employant les premières bombes guidées laser utilisées en opération par l'Inde est un stimulant majeur du moral des forces terrestres indiennes. Un MiG-21 indien est abattu par un missile FIM-92 Stinger et un MiG-27 indien est accidenté le 26 mai. Un hélicoptère indien Mil Mi-17 a également été abattu par des missiles Stinger le 28 mai.
La Chine reste neutre vis-à-vis du conflit et Bill Clinton appelle le 4 juillet les combattants pakistanais à se retirer.
Après ce désaveu de deux de ses alliés traditionnels, le Pakistan retire ses troupes de cette zone. Après quelques combats résiduels menés par des factions extrémistes, les combats cessent totalement le 26 juillet 1999, l'Inde ayant repris le contrôle des positions stratégiques. L'anniversaire de cette victoire indienne est marqué chaque année sous le nom de Kargil Vijay Diwas (« fête de la victoire de Kargil »).

## Bilan et conséquences du conflit
Le bilan humain du conflit est de 527 militaires indiens et 453 militaires pakistanais tués soit un total de 980 victimes.[réf. nécessaire]
Le 10 août 1999, un avion de patrouille maritime Br 1150 Atlantic de la marine pakistanaise est abattu par deux MiG-21 indiens, causant la mort de ses seize membres d'équipage au-dessus d'un marais maritime à la frontière entre l'Inde et le Pakistan.
À la suite de ce conflit, le Pakistan subit un coup d'État militaire, le 12 octobre 1999. L'armée renverse le gouvernement civil de Nawaz Sharif, qui est remplacé par le général Pervez Musharraf.